# Victoria Eugenia de Battenberg
Victoria Eugenia Julia Ena de Battenberg (Victoria Eugenie Julia Ena of Battenberg; Aberdeenshire, 24 de octubre de 1887-Lausana, 15 de abril de 1969) fue reina de España desde su matrimonio con el rey Alfonso XIII. Era hija de Enrique de Battenberg y Beatriz del Reino Unido. Nieta de la reina Victoria del Reino Unido y Alberto de Sajonia-Coburgo-Gotha, príncipe consorte del Reino Unido.

## Biografía

### Nacimiento

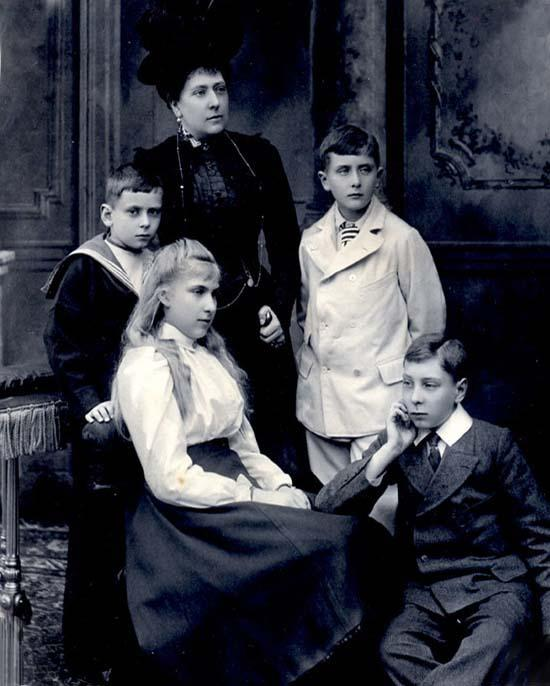
Victoria Eugenia, con sus hermanos y su madre.

Victoria Eugenia de Battenberg nació en el Castillo de Balmoral en Escocia, el 24 de octubre de 1887. Era hija de Enrique de Battenberg y de su esposa, la princesa Beatriz, hija menor de la reina Victoria del Reino Unido y del príncipe Alberto. Su madre, como la hija menor de la reina, se mantuvo "en casa" con la corte, que resultó estar en el Castillo de Balmoral cuando se puso de parto.

### Bautismo
Fue bautizada en el Drawing Room del Castillo de Balmoral. Sus padrinos fueron su abuela paterna la princesa de Battenberg, sus tías maternas la princesa heredera alemana y la princesa Cristián de Schleswig-Holstein, su tío paterno el príncipe Luis de Battenberg, su tío materno el duque de Edimburgo y la emperatriz Eugenia de Francia.

#### Nombres
- Victoria: En honor a su abuela materna la reina Victoria del Reino Unido.
- Eugenia (Eugenie): En honor a su madrina Eugenia de Montijo.
- Julia: En honor a su abuela paterna la princesa Julia de Hauke.
- Ena: Nombre que le gustaba a sus padres, que en escocés significa Eva, además de que así la llamaba su familia y el público.

### Primeros años de vida
Victoria Eugenia creció en la residencia de la reina Victoria, ya que la monarca había permitido a regañadientes el matrimonio de Beatriz con la condición de que continuara siendo su dama de compañía y secretaria personal a tiempo completo. Por tanto, pasó su infancia en el Castillo de Windsor, en Balmoral y en el Castillo de Osborne en la isla de Wight.
Cuando tenía seis años, Victoria Eugenia sufrió una conmoción cerebral severa al caer de un poni en el Castillo de Osborne y golpearse la cabeza contra el suelo. Los médicos detectaron síntomas peligrosos, signos evidentes de hipertensión intracraneal y probablemente una hemorragia cerebral. Su tía Victoria escribió: "es tan grave que (Victoria Eugenia) no puede darse cuenta ni abrir los ojos".
Su padre murió 5 de febrero de 1896 tras contraer unas fiebres en África, cuando viajaba a Costa de Oro (actual Ghana), para sofocar una revuelta asante o ashanti, lo que supuso un duro golpe para ella. 

### Matrimonio y descendencia

#### Noviazgo
En 1905, la princesa asistió en el actual Hôtel du Palais de Biarritz a una fiesta organizada por su tío, Eduardo VII, dada en honor de Alfonso XIII de España. El monarca español empezó a cortejar a la joven a pesar de la oposición existente ante un posible matrimonio.
La reina María Cristina, madre de Alfonso XIII, no era partidaria de esta unión, dados los orígenes de la línea Battenberg; la abuela paterna de Victoria Eugenia, la condesa Julia de Hauke era hija de Hans Moritz von Hauke, un militar polaco con poco rango aristocrático, por lo cual Victoria Eugenia ostentaba únicamente el tratamiento de alteza en el Reino Unido y de alteza serenísima en el Gran Ducado de Hesse-Darmstadt, que la reina María Cristina consideraba inferior. Por otra parte, los antecedentes de hemofilia provenientes de la rama de la familia de su abuela tampoco agradaban a la reina.

#### Compromiso

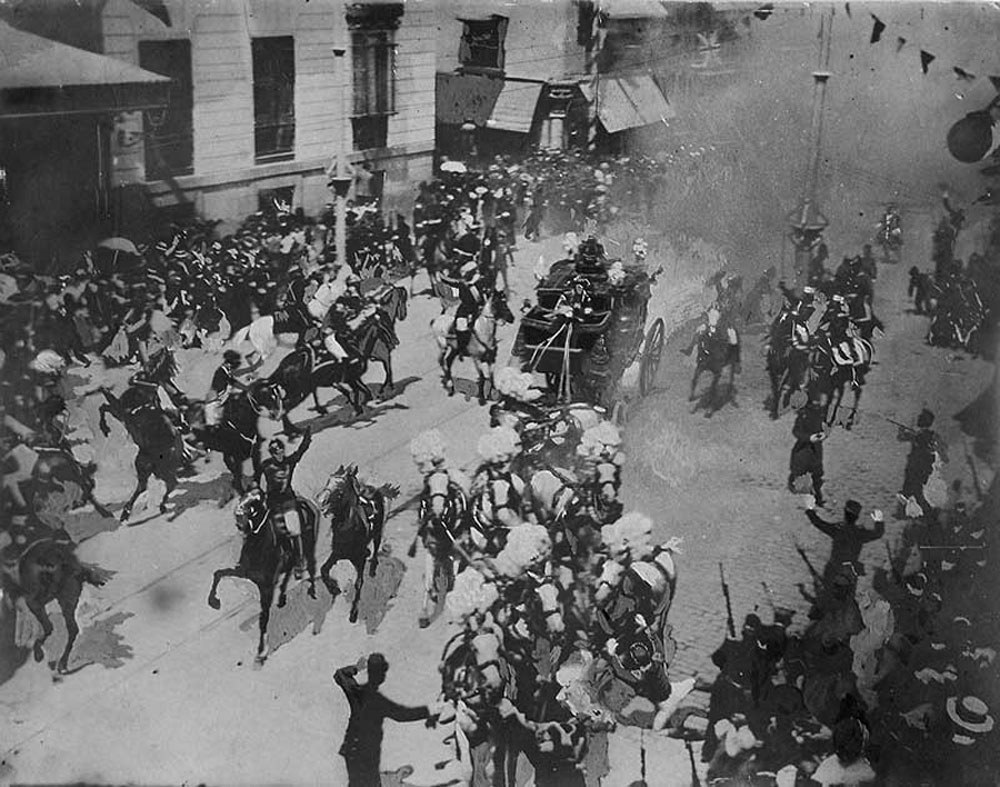
Victoria Eugenia y el rey Alfonso XIII de España el día de su boda en 1906, cuando se hizo un intento de asesinato el anarquista Mateo Morral arrojó una bomba desde un balcón al carruaje real. Foto tomada por un joven estudiante de medicina, Eugenio Mesonero Romanos, nieto del escritor Ramón de Mesonero Romanos, y el periódico ABC la publicó muy retocada.

A pesar de todo, la Casa Real de España anunció el 9 de marzo de 1906 el compromiso matrimonial del rey Alfonso XIII y la princesa Victoria Eugenia. La noticia preocupó a muchos españoles, ya que la novia era anglicana y no tenía la categoría de consorte real.[cita requerida]
La princesa evitó el primer obstáculo al convertirse al catolicismo. El 7 de marzo de 1906 se celebró la ceremonia de conversión por Robert Brindle, obispo de Nottingham, en el oratorio del palacio de Miramar en la ciudad de San Sebastián. Su tío, el rey Eduardo VII, eliminó el segundo obstáculo al darle el tratamiento de Alteza Real el 3 de abril de 1906. El tratado matrimonial se firmó por duplicado en Londres, el 7 de mayo de 1906. El matrimonio tuvo lugar en la iglesia de San Jerónimo de Madrid el 31 de mayo de 1906, y la reina lució por primera vez la diadema de las lises.

#### Ceremonia y atentado

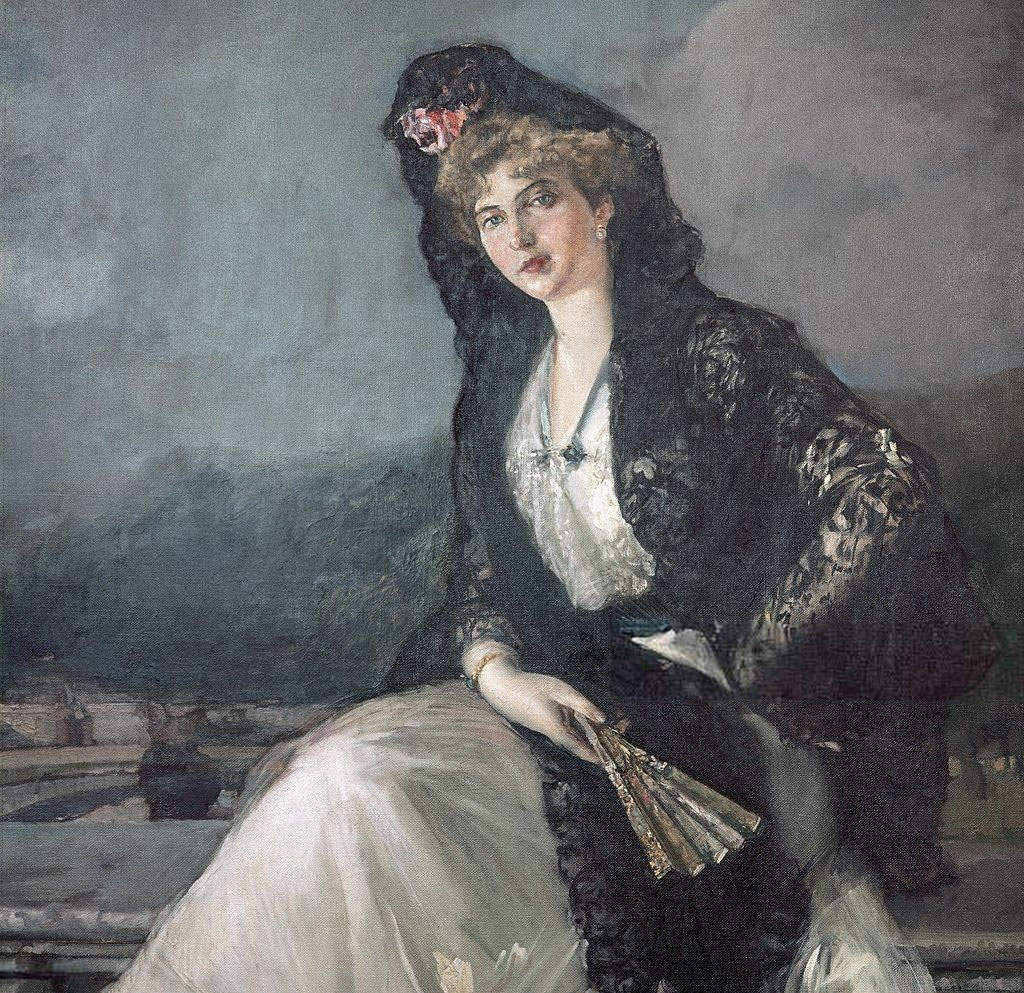
Victoria Eugenia con mantilla, por Joaquín Sorolla.

La princesa Victoria Eugenia contrajo matrimonio con el rey Alfonso XIII de España el 31 de mayo de 1906 en la iglesia de san Jerónimo el Real en Madrid. En la ceremonia estuvieron presentes su madre, hermanos y primos.
Tras la ceremonia, el cortejo real se dirigía de regreso al Palacio Real cuando el anarquista Mateo Morral, atentó contra el rey al lanzar una bomba desde un balcón cercano, que rebotó en la capota plegada del carruaje, matando a gran cantidad de personas y a todo el tiro de caballerías. Victoria Eugenia escapó sin heridas.[cita requerida] Tras el atentado, se presentó ante los invitados en el Palacio Real con el vestido ensangrentado por las heridas de las víctimas del atentado. 

#### Descendencia

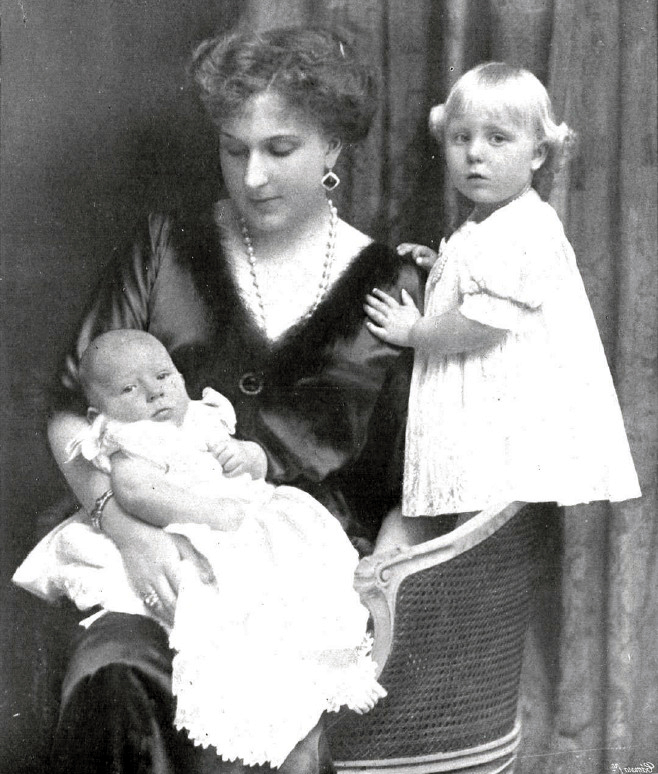
Juan y María Cristina con su madre, fotografiados por Christian Franzen.

Del matrimonio con Alfonso XIII nacieron siete hijos, cinco varones y dos mujeres:
- Alfonso (Alfonso Pío Cristino Eduardo) (1907-1938), príncipe de Asturias nació hemofílico y renunció a sus derechos al trono en 1933, dos años después de la proclamación de la Segunda República Española, para poder así contraer matrimonio con Edelmira Sampedro y Robato, cubana de origen español que no pertenecía a ninguna familia real. Ostentó el título de conde de Covadonga desde entonces y hasta su muerte prematura. Volvió a casarse una segunda vez, con Marta Esther Rocafort y Altuzarra, aunque no tuvo descendencia de ninguno de estos matrimonios. Falleció debido a las heridas producidas tras un accidente de tránsito, como consecuencia de la hemofilia que padecía.
- Jaime (Jaime Leopoldo Isabelino Enrique) (1908-1975), infante de España, quedó sordo a los cuatro años tras una intervención quirúrgica por una doble mastoiditis; renunció bajo presión paterna a sus derechos al trono en 1933, cuando recibió el título de duque de Segovia. Heredó de su padre los derechos dinásticos al trono de Francia (1941-1975) y fue conocido como el duque de Anjou para los monárquicos franceses. Contrajo matrimonio en primeras nupcias con Emanuela de Dampierre. Tuvo descendencia de este matrimonio. Tras su divorcio, volvió a casarse, con Charlotte Luise Auguste Tiedemann. No tuvo hijos con su segunda mujer. Abuelo de Luis Alfonso de Borbón.
- Beatriz (Beatriz Isabel Federica Alfonsa Eugenia) (1909-2002), infanta de España; se convirtió en princesa de Civitella Cesi por su matrimonio con Alessandro Torlonia. Fue la abuela materna de Alessandro Lecquio y de Sibilla de Luxemburgo.
- Fernando, nacido muerto en 1910.
- María Cristina (María Cristina Teresa Alejandra) (1911-1996), infanta de España; contrajo matrimonio con el conde Enrico Eugenio Antonio Marone Cinzano (viudo de Noemí Rosa de Alcorta y García-Mansilla, que aportó tres hijos de su anterior matrimonio).y fueron padres de cuatro hijos.
- Juan (Juan Carlos Teresa Silvestre Alfonso) (1913-1993), infante de España y conde de Barcelona, pretendiente al trono desde la muerte de su padre en 1941 (teniendo en cuenta sendas renuncias dinásticas de sus hermanos mayores) hasta 1977, cuando cedió sus derechos a su hijo Juan Carlos (1975-2014), cuando éste ya era rey de España. Contrajo matrimonio con su prima, la princesa María de las Mercedes de Borbón y Orleans y fueron padres de cuatro hijos.
- Gonzalo (Gonzalo Manuel María Bernardo) (1914-1934), infante de España, nació hemofílico.

### Reinado
Sus años en la corte de Madrid fueron complicados. A su carácter reservado, propio de la rígida corte victoriana, se le unió su difícil relación con la reina madre María Cristina de Habsburgo-Lorena, que siempre mantuvo su autoridad sobre la familia real y su influencia sobre el rey. Cuando estalló la Primera Guerra Mundial en 1914, las diferencias entre ambas se exaltaron, ya que la reina madre mostró su claro sentimiento germanófilo, mientras que la reina consorte mostró su apoyo hacia su primo, el rey Jorge V del Reino Unido.

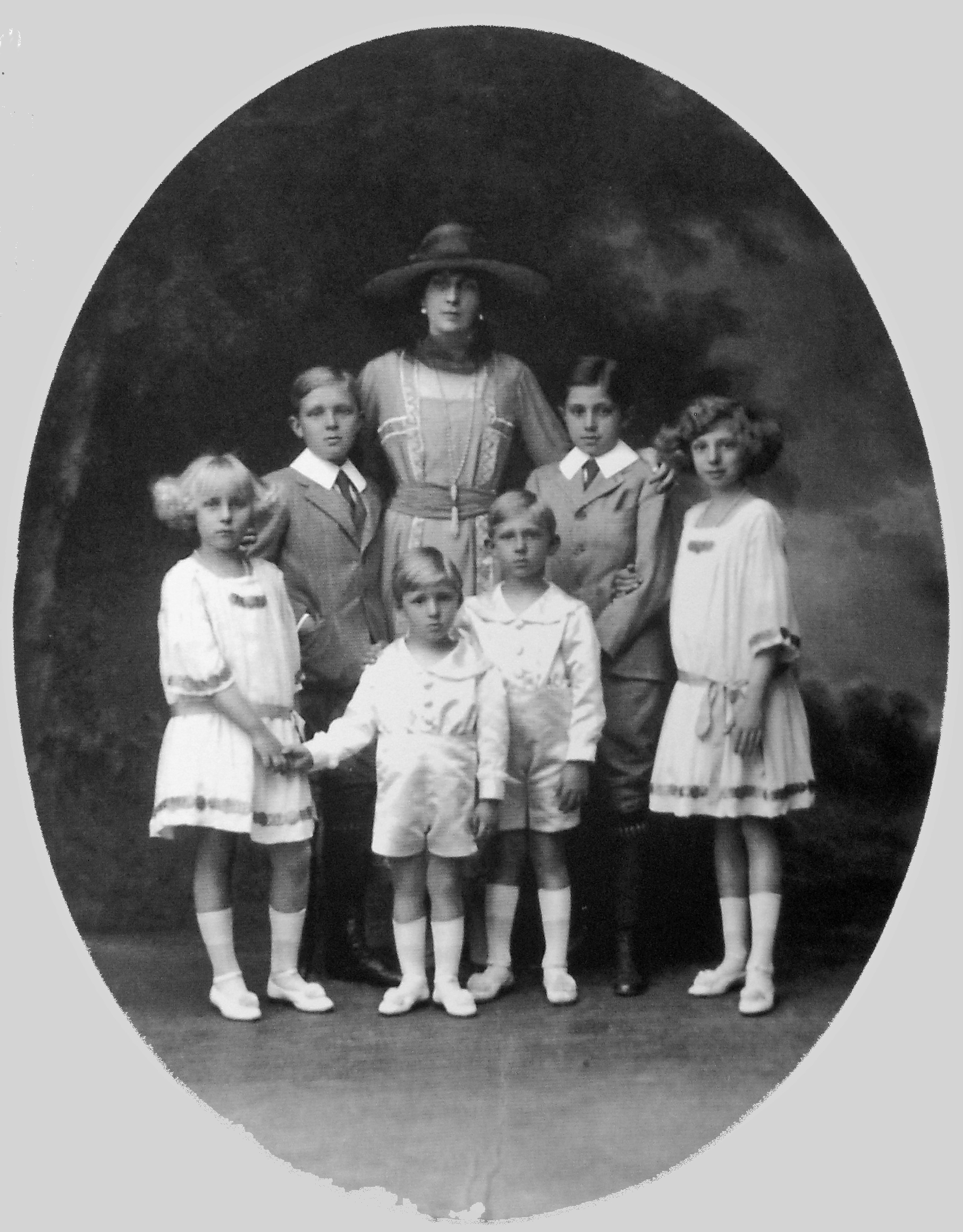
Victoria Eugenia con sus seis hijos en 1918.

En materia política siempre se mantuvo ajena a la lucha de los partidos, con una vida pública volcada exclusivamente en la beneficencia. Años después, en el exilio, comentó al escritor Augusto Assía el disgusto que sufrió por el golpe de Estado del 13 de septiembre de 1923, porque ella estaba educada en la tradición de la monarquía constitucional y se había roto el pacto con el pueblo, no viendo la posibilidad de que se reparase.
En cuanto a las relaciones personales con su esposo, Alfonso XIII siempre le recriminó la transmisión de la hemofilia a sus hijos y herederos. Además la relación fue enfriándose y las infidelidades del rey fueron convirtiéndose en cosa común en palacio. Cada infidelidad se compensaba con una joya, por lo que la reina Victoria Eugenia atesoró un gran número de joyas personales. Victoria Eugenia comenzó un aislamiento personal.

### Exilio

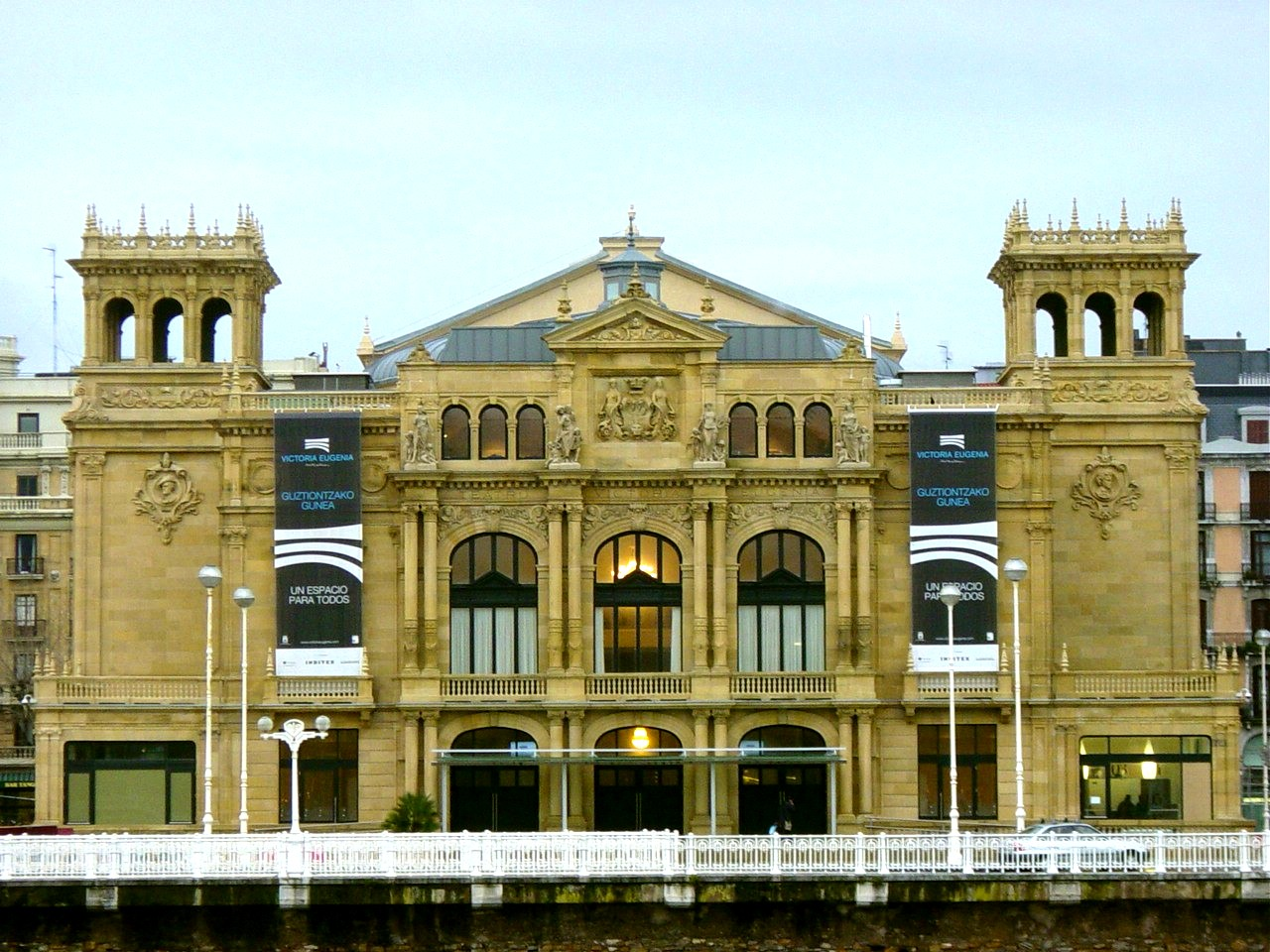
En 1912 la ciudad de San Sebastián inauguró el Teatro Victoria Eugenia, así llamado en su honor.

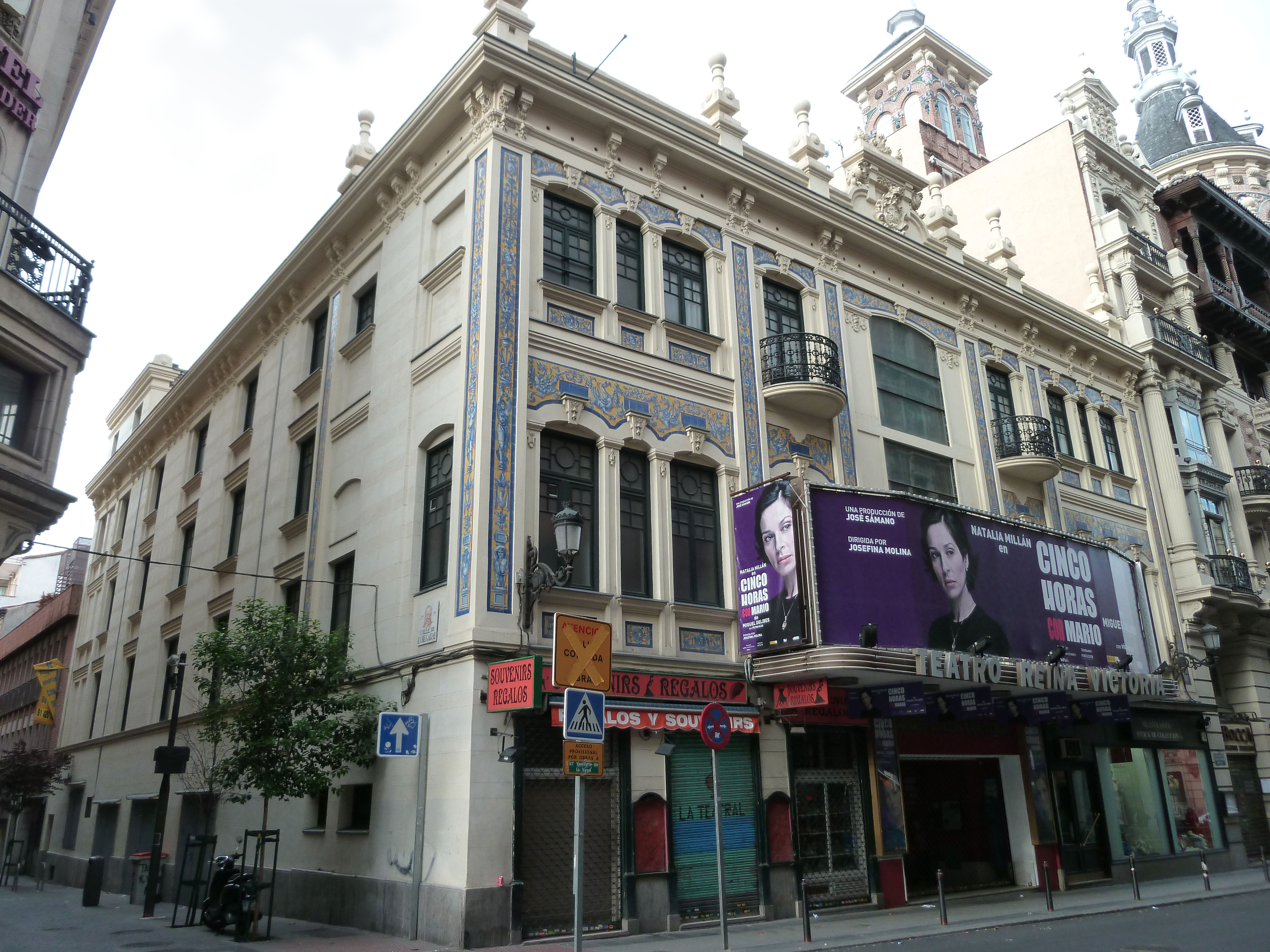
En 1916 la ciudad de Madrid inauguró el Teatro Reina Victoria, así llamado en su honor.

La familia real española partió hacia el exilio el 15 de abril de 1931, cuando en las elecciones municipales del 12 de abril de 1931 los partidos republicanos ganaron en la mayoría de las grandes ciudades y el rey Alfonso XIII suspendió deliberadamente el ejercicio del poder real, lo que dio lugar a la proclamación de la Segunda República Española. La familia real se trasladó a Francia y más tarde al Reino de Italia. La pareja real se separó y Victoria Eugenia regresó a Londres,  donde se instaló en el 34 de Porchester Terrace (actual embajada del Perú), desde donde estuvo cerca de su madre. En 1939, tras el inicio de la Segunda Guerra Mundial, la reina consorte fue invitada a abandonar el Reino Unido y dejó de pertenecer a la familia real británica. Se trasladó a Lausana, en Suiza, donde fijó su residencia definitiva en un palacete llamado «Vieille Fontaine» (actualmente propiedad de una entidad financiera suiza), donde acudían muchos de sus nietos a visitarla.
En 1938 toda la familia se reunió en Roma para el bautizo del hijo varón mayor de Juan de Borbón, Juan Carlos, futuro rey de España, a quien amadrinó junto con el cardenal Pacelli, futuro papa Pío XII. El 15 de enero de 1941, Alfonso XIII, presintiendo que su muerte estaba cerca, transfirió los derechos sucesorios de la Corona española a su hijo Juan. Alfonso XIII murió el 28 de febrero de 1941 en el Gran Hotel de Roma.
Victoria Eugenia regresó momentáneamente a España en febrero de 1968, tras treinta y siete años de exilio, para ejercer de madrina en el bautizo de su bisnieto Felipe. Durante esos días se estableció en el Palacio de Liria, residencia de la duquesa de Alba, su ahijada, con la que además poseía una relación afectuosa.
Victoria Eugenia murió en su residencia de Lausana el 15 de abril de 1969, a consecuencia de una enfermedad hepática irreversible. Fue enterrada en la capilla del Sacré Coeur de Lausana. El 25 de abril de 1985, la Casa Real trasladó sus restos y los de sus hijos Alfonso, Jaime y Gonzalo a España, que reposan en el Monasterio de El Escorial. Después de pasar el tiempo establecido en la Cripta real, en octubre de 2011 fue ubicada en el Panteón de los Reyes, compartiendo estancia con su esposo, Alfonso XIII.

## Títulos, tratamientos, distinciones y armas

Monograma de la reina Victoria Eugenia.

### Títulos y tratamientos
| ● 24 de octubre de 1887-3 de abril de 1906: | Su alteza la princesa Victoria Eugenia de Battenberg      |
| ● 3 de abril de 1906-31 de mayo de 1906:    | Su alteza real la princesa Victoria Eugenia de Battenberg |
| ● 31 de mayo de 1906-14 de abril de 1931:   | Su majestad la reina de España                            |
| ● 14 de abril de 1931-15 de abril de 1969:  | Su majestad la reina Victoria Eugenia de España           |

### Distinciones

#### Reino de España
- Gran maestre de la Orden de las Damas Nobles de la Reina María Luisa[17] (Reino de España).
- 26 de agosto de 1910: Gran cruz de la Orden civil de Beneficencia[18] (Reino de España)

#### Extranjeras
- Rosa de Oro de la Cristiandad[19][20][21][22][23] (Ciudad del Vaticano, 1923).
- Dama gran cordón de la Orden de la Preciosa Corona (Imperio de Japón).
- 13 de mayo de 1962: Dama gran cruz de la Orden de las Santas Olga y Sofía (Reino de Grecia).[24]
- Dama de primera clase de la Orden de la Cruz Estrellada[25][26] (Imperio austroahúngaro)
- Dama de segunda clase de la Real Orden de Victoria y Alberto.[27][28] (Reino Unido).
- Dama gran cruz de justicia de la Sagrada Orden Militar Constantiniana de San Jorge (Casa de Borbón-Dos Sicilias).[29]
- Dama de la Orden de Teresa[30] (Reino de Baviera)
- Dama de la Orden de Santa Isabel[30] (Reino de Baviera)
- Dama de la Orden de Santa Catalina[30] (Imperio ruso)
- Dama de gran cruz de honor y devoción de la Orden de San Juan vulgo de Malta.[30]

### Armas
| Escudo de armas de S.A. la princesa Victoria Eugenia (1887-1906) | Escudo de armas de S.A.R. la princesa Victoria Eugenia (1906) | Escudo de armas de S.M. la reina de España (1906-1941) | Escudo de armas de S.M. la reina Victoria Eugenia de España (1941-1969) |

### Cargos
- Coronel honorario del Regimiento Cazadores de Victoria Eugenia, 22 de Caballería.[31]

## Nombramientos en homenaje

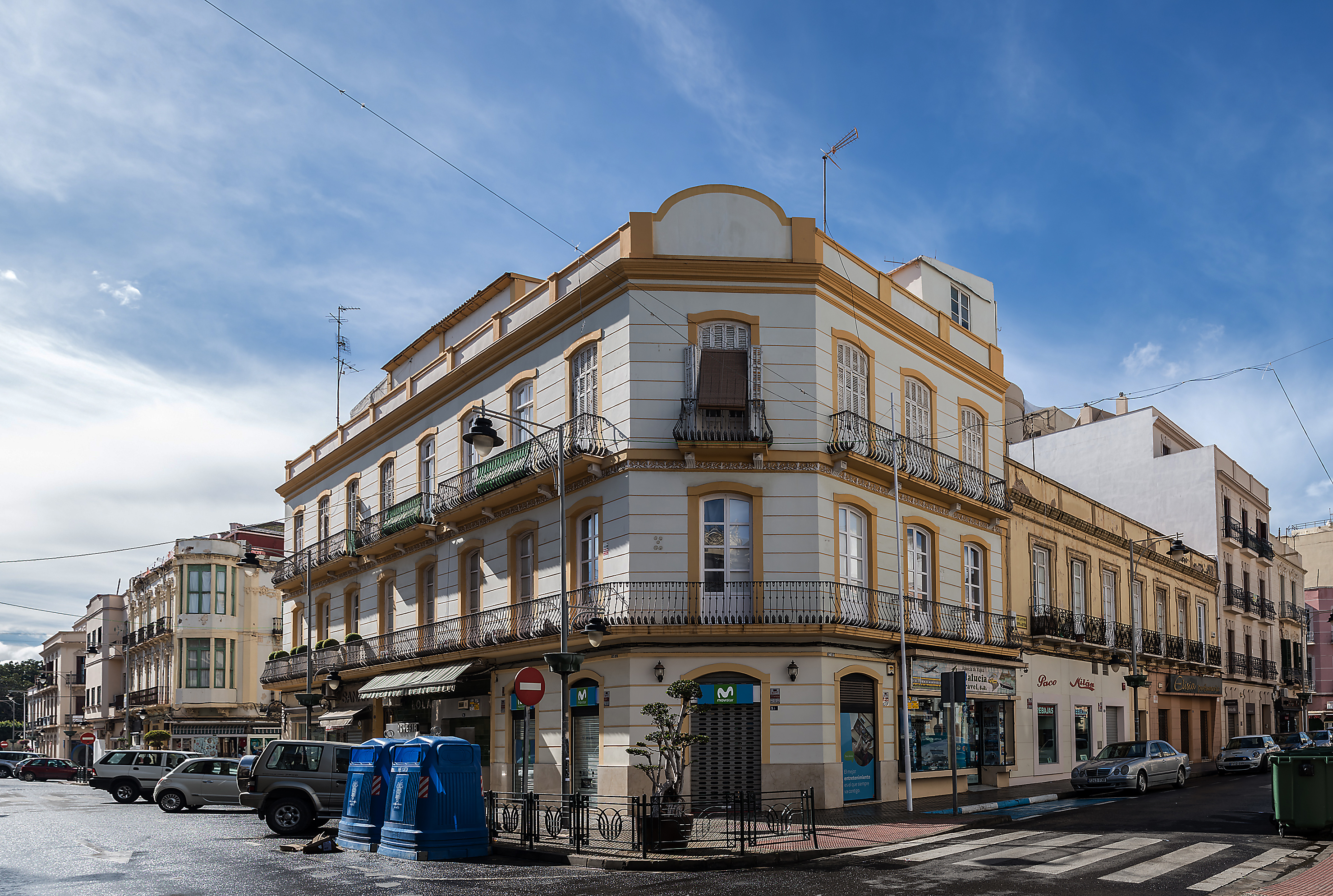
El Antiguo Hotel Reina Victoria en Melilla.

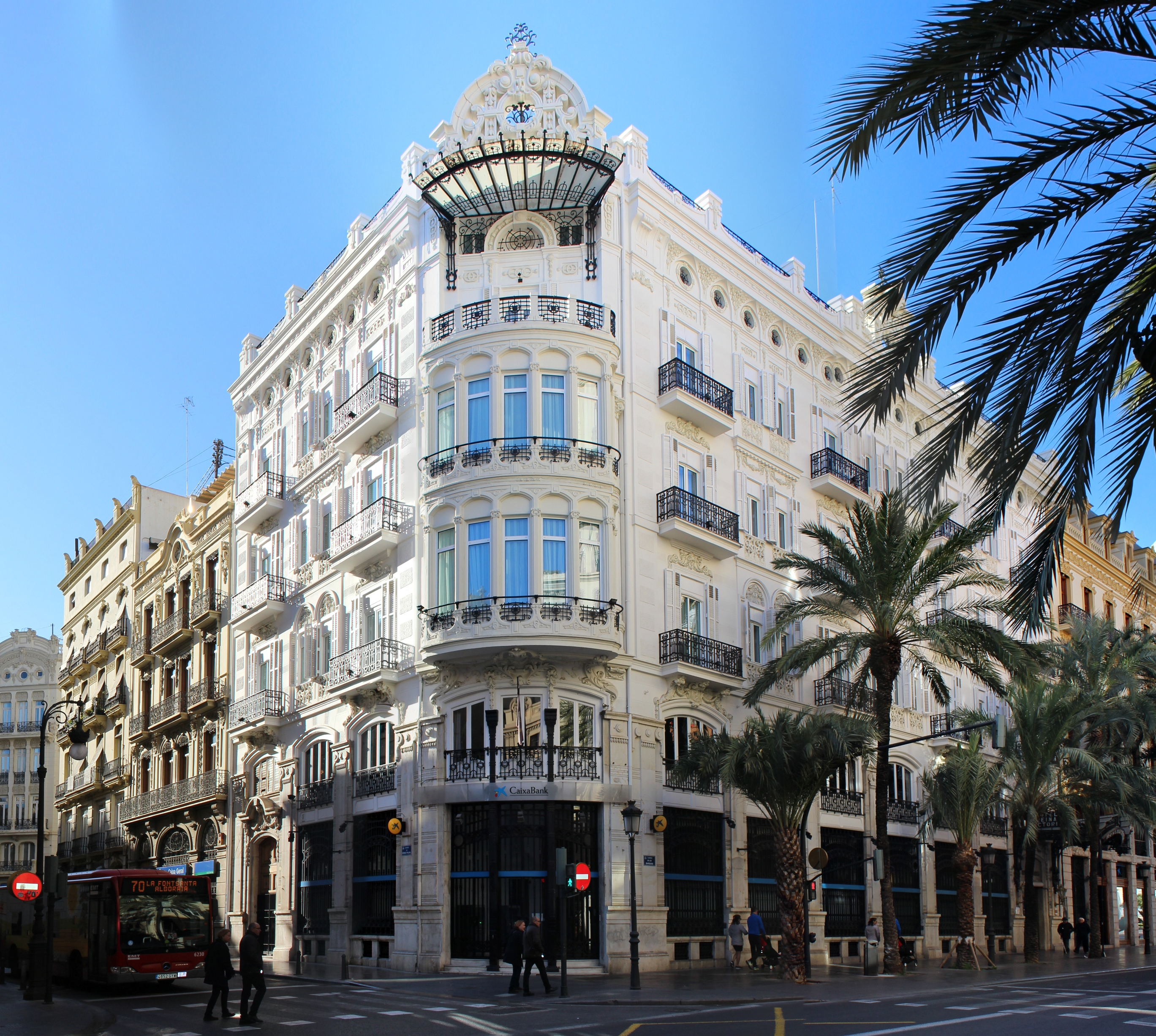
El Hotel Reina Victoria en Valencia.

### Buques
- Reina Victoria Eugenia

### Lugares e instituciones
- España:
  - Barcelona: Palacios de Alfonso XIII y Victoria Eugenia
  - Granada: Real Conservatorio Superior de Música "Victoria Eugenia" de Granada
  - Madrid: 
    - Avenida de la Reina Victoria
    - Hotel Reina Victoria
    - Puente de la Reina Victoria
    - Teatro Reina Victoria

  - Málaga:
    - Barrio de Parque Victoria Eugenia
    - Barrio de Victoria Eugenia

  - Melilla: Antiguo Hotel Reina Victoria
  - Santander: Avenida de la Reina Victoria
  - San Sebastián: Teatro Victoria Eugenia
  - Segovia: Plaza Reina Victoria Eugenia
  - Sevilla: Campo de la Reina Victoria
  - Valencia: Hotel Reina Victoria
  - Numerosas avenidas, calles y plazas en homenaje a Victoria Eugenia de diversas ciudades del país.

### Medallas
- Medalla del Homenaje de los Ayuntamientos a los reyes Alfonso XIII y Victoria Eugenia

### Música
- Teatro Victoria Eugenia, álbum del grupo musical de rock Duncan Dhu, grabado en el Teatro Victoria Eugenia en San Sebastián
- Sevillanas de la reina, canción de Los Marismeños de 1969. En ella, se habla del noviazgo de la reina Victoria Eugenia con Alfonso XIII, de la posterior boda y del atentado que ambos sufrieron tras la ceremonia.

## En la ficción
- Alfonso, el príncipe maldito (2010), interpretada por Asunción Balaguer.[32]
- Sofía (2011), interpretada por Charo Soriano.[33]
- Gran hotel (2013), interpretada por Aída Flix.[34]
- El Rey (2014), interpretada por Maite Blasco.[35]
- Tiempos de Guerra (2017), interpretada por Cuca Escribano.[36]

## Ancestros
| \| \| \| \| \| \| \| \| \| \| \| \| \| \| \| \| \| \| \| \| 16. Luis I, gran duque de Hesse y el Rin \| \| \| \| \| \| \| \| \| \| \| \| \| \| \| \| \| \| \| \| \| \| \| \| \| \| \| \| \| \| \| \| \| \| \| \| \| \| \| \| \| \| \| \| \| \| \| \| \| \| \| \| \| \| 8. Luis II, gran duque de Hesse y el Rin \| \| \| \| \| \| \| \| \| \| \| \| \| \| \| \| \| \| \| \| \| \| \| \| \| \| \| \| \| \| \| \| \| \| \| \| \| \| \| \| \| \| \| \| \| \| \| \| \| \| \| \| \| \| 17. Landgravina Luisa de Hesse-Darmstadt \| \| \| \| \| \| \| \| \| \| \| \| \| \| \| \| \| \| \| \| \| \| \| \| \| \| \| \| \| \| \| \| \| \| \| \| \| \| \| \| \| \| \| \| \| \| \| \| \| \| \| \| \| \| 4. Príncipe Alejandro de Hesse y el Rin \| \| \| \| \| \| \| \| \| \| \| \| \| \| \| \| \| \| \| \| \| \| \| \| \| \| \| \| \| \| \| \| \| \| \| \| \| \| \| \| \| \| \| \| \| \| \| \| \| \| \| \| \| \| 18. Carlos Luis, príncipe heredero de Baden \| \| \| \| \| \| \| \| \| \| \| \| \| \| \| \| \| \| \| \| \| \| \| \| \| \| \| \| \| \| \| \| \| \| \| \| \| \| \| \| \| \| \| \| \| \| \| \| \| \| \| \| \| \| 9. Princesa Guillermina de Baden \| \| \| \| \| \| \| \| \| \| \| \| \| \| \| \| \| \| \| \| \| \| \| \| \| \| \| \| \| \| \| \| \| \| \| \| \| \| \| \| \| \| \| \| \| \| \| \| \| \| \| \| \| \| 19. Landgravina Amalia de Hesse-Darmstadt \| \| \| \| \| \| \| \| \| \| \| \| \| \| \| \| \| \| \| \| \| \| \| \| \| \| \| \| \| \| \| \| \| \| \| \| \| \| \| \| \| \| \| \| \| \| \| \| \| \| \| \| \| \| 2. Príncipe Enrique de Battenberg \| \| \| \| \| \| \| \| \| \| \| \| \| \| \| \| \| \| \| \| \| \| \| \| \| \| \| \| \| \| \| \| \| \| \| \| \| \| \| \| \| \| \| \| \| \| \| \| \| \| \| \| \| \| 20. Friedrich Karl Emmanuel Hauke \| \| \| \| \| \| \| \| \| \| \| \| \| \| \| \| \| \| \| \| \| \| \| \| \| \| \| \| \| \| \| \| \| \| \| \| \| \| \| \| \| \| \| \| \| \| \| \| \| \| \| \| \| \| 10. Conde Hans Moritz Hauke \| \| \| \| \| \| \| \| \| \| \| \| \| \| \| \| \| \| \| \| \| \| \| \| \| \| \| \| \| \| \| \| \| \| \| \| \| \| \| \| \| \| \| \| \| \| \| \| \| \| \| \| \| \| 21. María Salomé Schweppenhäuser \| \| \| \| \| \| \| \| \| \| \| \| \| \| \| \| \| \| \| \| \| \| \| \| \| \| \| \| \| \| \| \| \| \| \| \| \| \| \| \| \| \| \| \| \| \| \| \| \| \| \| \| \| \| 5. Condesa Julia Hauke \| \| \| \| \| \| \| \| \| \| \| \| \| \| \| \| \| \| \| \| \| \| \| \| \| \| \| \| \| \| \| \| \| \| \| \| \| \| \| \| \| \| \| \| \| \| \| \| \| \| \| \| \| \| 22. Doctor Franz Leopold Lafontaine \| \| \| \| \| \| \| \| \| \| \| \| \| \| \| \| \| \| \| \| \| \| \| \| \| \| \| \| \| \| \| \| \| \| \| \| \| \| \| \| \| \| \| \| \| \| \| \| \| \| \| \| \| \| 11. Sophie Lafontaine \| \| \| \| \| \| \| \| \| \| \| \| \| \| \| \| \| \| \| \| \| \| \| \| \| \| \| \| \| \| \| \| \| \| \| \| \| \| \| \| \| \| \| \| \| \| \| \| \| \| \| \| \| \| 23. Maria Theresia Kornély \| \| \| \| \| \| \| \| \| \| \| \| \| \| \| \| \| \| \| \| \| \| \| \| \| \| \| \| \| \| \| \| \| \| \| \| \| \| \| \| \| \| \| \| \| \| \| \| \| \| \| \| \| \| 1. Princesa Victoria Eugenia de Battenberg \| \| \| \| \| \| \| \| \| \| \| \| \| \| \| \| \| \| \| \| \| \| \| \| \| \| \| \| \| \| \| \| \| \| \| \| \| \| \| \| \| \| \| \| \| \| \| \| \| \| \| \| \| \| 24. Francisco, duque de Sajonia-Coburgo-Saalfeld \| \| \| \| \| \| \| \| \| \| \| \| \| \| \| \| \| \| \| \| \| \| \| \| \| \| \| \| \| \| \| \| \| \| \| \| \| \| \| \| \| \| \| \| \| \| \| \| \| \| \| \| \| \| 12. Ernesto I, duque de Sajonia-Coburgo y Gotha \| \| \| \| \| \| \| \| \| \| \| \| \| \| \| \| \| \| \| \| \| \| \| \| \| \| \| \| \| \| \| \| \| \| \| \| \| \| \| \| \| \| \| \| \| \| \| \| \| \| \| \| \| \| 25. Condesa Augusta de Reuss-Ebersdorf \| \| \| \| \| \| \| \| \| \| \| \| \| \| \| \| \| \| \| \| \| \| \| \| \| \| \| \| \| \| \| \| \| \| \| \| \| \| \| \| \| \| \| \| \| \| \| \| \| \| \| \| \| \| 6. Príncipe Alberto de Sajonia-Coburgo y Gotha \| \| \| \| \| \| \| \| \| \| \| \| \| \| \| \| \| \| \| \| \| \| \| \| \| \| \| \| \| \| \| \| \| \| \| \| \| \| \| \| \| \| \| \| \| \| \| \| \| \| \| \| \| \| 26. Augusto, duque de Sajonia-Gotha-Altemburgo \| \| \| \| \| \| \| \| \| \| \| \| \| \| \| \| \| \| \| \| \| \| \| \| \| \| \| \| \| \| \| \| \| \| \| \| \| \| \| \| \| \| \| \| \| \| \| \| \| \| \| \| \| \| 13. Princesa Luisa de Sajonia-Gotha-Altemburgo \| \| \| \| \| \| \| \| \| \| \| \| \| \| \| \| \| \| \| \| \| \| \| \| \| \| \| \| \| \| \| \| \| \| \| \| \| \| \| \| \| \| \| \| \| \| \| \| \| \| \| \| \| \| 27. Duquesa Luisa Carlota de Mecklemburgo-Schwerin \| \| \| \| \| \| \| \| \| \| \| \| \| \| \| \| \| \| \| \| \| \| \| \| \| \| \| \| \| \| \| \| \| \| \| \| \| \| \| \| \| \| \| \| \| \| \| \| \| \| \| \| \| \| 3. Princesa Beatriz del Reino Unido \| \| \| \| \| \| \| \| \| \| \| \| \| \| \| \| \| \| \| \| \| \| \| \| \| \| \| \| \| \| \| \| \| \| \| \| \| \| \| \| \| \| \| \| \| \| \| \| \| \| \| \| \| \| 28. Jorge III del Reino Unido \| \| \| \| \| \| \| \| \| \| \| \| \| \| \| \| \| \| \| \| \| \| \| \| \| \| \| \| \| \| \| \| \| \| \| \| \| \| \| \| \| \| \| \| \| \| \| \| \| \| \| \| \| \| 14. Príncipe Eduardo, duque de Kent y Strathearn \| \| \| \| \| \| \| \| \| \| \| \| \| \| \| \| \| \| \| \| \| \| \| \| \| \| \| \| \| \| \| \| \| \| \| \| \| \| \| \| \| \| \| \| \| \| \| \| \| \| \| \| \| \| 29. Duquesa Carlota de Mecklemburgo-Strelitz \| \| \| \| \| \| \| \| \| \| \| \| \| \| \| \| \| \| \| \| \| \| \| \| \| \| \| \| \| \| \| \| \| \| \| \| \| \| \| \| \| \| \| \| \| \| \| \| \| \| \| \| \| \| 7. Victoria del Reino Unido \| \| \| \| \| \| \| \| \| \| \| \| \| \| \| \| \| \| \| \| \| \| \| \| \| \| \| \| \| \| \| \| \| \| \| \| \| \| \| \| \| \| \| \| \| \| \| \| \| \| \| \| \| \| 30. Francisco, duque de Sajonia-Coburgo-Saalfeld (= 24) \| \| \| \| \| \| \| \| \| \| \| \| \| \| \| \| \| \| \| \| \| \| \| \| \| \| \| \| \| \| \| \| \| \| \| \| \| \| \| \| \| \| \| \| \| \| \| \| \| \| \| \| \| \| 15. Princesa Victoria de Sajonia-Coburgo-Saalfeld \| \| \| \| \| \| \| \| \| \| \| \| \| \| \| \| \| \| \| \| \| \| \| \| \| \| \| \| \| \| \| \| \| \| \| \| \| \| \| \| \| \| \| \| \| \| \| \| \| \| \| \| \| \| 31. Condesa Augusta de Reuss-Ebersdorf (= 25) \| \| \| \| \| \| \| \| \| \| \| \| \| \| \| \| \| \| \| \| \| \| \| \| \| \| \| \| \| \| \| \| \| \| \| \| \| \| \| \| \| \| \| \| \| \| \| \| \| \| \| \| |                                                         |  |  |  |  |  |  |  |  |  |  |  |  |  |  |  |
| |                                                         |  |  |  |  |  |  |  |  |  |  |  |  |  |  |  |
| | 16. Luis I, gran duque de Hesse y el Rin                |  |  |  |  |  |  |  |  |  |  |  |  |  |  |  |
| |                                                         |  |  |  |  |  |  |  |  |  |  |  |  |  |  |  |
| |                                                         |  |  |  |  |  |  |  |  |  |  |  |  |  |  |  |
| | 8. Luis II, gran duque de Hesse y el Rin                |  |  |  |  |  |  |  |  |  |  |  |  |  |  |  |
| |                                                         |  |  |  |  |  |  |  |  |  |  |  |  |  |  |  |
| |                                                         |  |  |  |  |  |  |  |  |  |  |  |  |  |  |  |
| | 17. Landgravina Luisa de Hesse-Darmstadt                |  |  |  |  |  |  |  |  |  |  |  |  |  |  |  |
| |                                                         |  |  |  |  |  |  |  |  |  |  |  |  |  |  |  |
| |                                                         |  |  |  |  |  |  |  |  |  |  |  |  |  |  |  |
| | 4. Príncipe Alejandro de Hesse y el Rin                 |  |  |  |  |  |  |  |  |  |  |  |  |  |  |  |
| |                                                         |  |  |  |  |  |  |  |  |  |  |  |  |  |  |  |
| |                                                         |  |  |  |  |  |  |  |  |  |  |  |  |  |  |  |
| | 18. Carlos Luis, príncipe heredero de Baden             |  |  |  |  |  |  |  |  |  |  |  |  |  |  |  |
| |                                                         |  |  |  |  |  |  |  |  |  |  |  |  |  |  |  |
| |                                                         |  |  |  |  |  |  |  |  |  |  |  |  |  |  |  |
| | 9. Princesa Guillermina de Baden                        |  |  |  |  |  |  |  |  |  |  |  |  |  |  |  |
| |                                                         |  |  |  |  |  |  |  |  |  |  |  |  |  |  |  |
| |                                                         |  |  |  |  |  |  |  |  |  |  |  |  |  |  |  |
| | 19. Landgravina Amalia de Hesse-Darmstadt               |  |  |  |  |  |  |  |  |  |  |  |  |  |  |  |
| |                                                         |  |  |  |  |  |  |  |  |  |  |  |  |  |  |  |
| |                                                         |  |  |  |  |  |  |  |  |  |  |  |  |  |  |  |
| | 2. Príncipe Enrique de Battenberg                       |  |  |  |  |  |  |  |  |  |  |  |  |  |  |  |
| |                                                         |  |  |  |  |  |  |  |  |  |  |  |  |  |  |  |
| |                                                         |  |  |  |  |  |  |  |  |  |  |  |  |  |  |  |
| | 20. Friedrich Karl Emmanuel Hauke                       |  |  |  |  |  |  |  |  |  |  |  |  |  |  |  |
| |                                                         |  |  |  |  |  |  |  |  |  |  |  |  |  |  |  |
| |                                                         |  |  |  |  |  |  |  |  |  |  |  |  |  |  |  |
| | 10. Conde Hans Moritz Hauke                             |  |  |  |  |  |  |  |  |  |  |  |  |  |  |  |
| |                                                         |  |  |  |  |  |  |  |  |  |  |  |  |  |  |  |
| |                                                         |  |  |  |  |  |  |  |  |  |  |  |  |  |  |  |
| | 21. María Salomé Schweppenhäuser                        |  |  |  |  |  |  |  |  |  |  |  |  |  |  |  |
| |                                                         |  |  |  |  |  |  |  |  |  |  |  |  |  |  |  |
| |                                                         |  |  |  |  |  |  |  |  |  |  |  |  |  |  |  |
| | 5. Condesa Julia Hauke                                  |  |  |  |  |  |  |  |  |  |  |  |  |  |  |  |
| |                                                         |  |  |  |  |  |  |  |  |  |  |  |  |  |  |  |
| |                                                         |  |  |  |  |  |  |  |  |  |  |  |  |  |  |  |
| | 22. Doctor Franz Leopold Lafontaine                     |  |  |  |  |  |  |  |  |  |  |  |  |  |  |  |
| |                                                         |  |  |  |  |  |  |  |  |  |  |  |  |  |  |  |
| |                                                         |  |  |  |  |  |  |  |  |  |  |  |  |  |  |  |
| | 11. Sophie Lafontaine                                   |  |  |  |  |  |  |  |  |  |  |  |  |  |  |  |
| |                                                         |  |  |  |  |  |  |  |  |  |  |  |  |  |  |  |
| |                                                         |  |  |  |  |  |  |  |  |  |  |  |  |  |  |  |
| | 23. Maria Theresia Kornély                              |  |  |  |  |  |  |  |  |  |  |  |  |  |  |  |
| |                                                         |  |  |  |  |  |  |  |  |  |  |  |  |  |  |  |
| |                                                         |  |  |  |  |  |  |  |  |  |  |  |  |  |  |  |
| | 1. Princesa Victoria Eugenia de Battenberg              |  |  |  |  |  |  |  |  |  |  |  |  |  |  |  |
| |                                                         |  |  |  |  |  |  |  |  |  |  |  |  |  |  |  |
| |                                                         |  |  |  |  |  |  |  |  |  |  |  |  |  |  |  |
| | 24. Francisco, duque de Sajonia-Coburgo-Saalfeld        |  |  |  |  |  |  |  |  |  |  |  |  |  |  |  |
| |                                                         |  |  |  |  |  |  |  |  |  |  |  |  |  |  |  |
| |                                                         |  |  |  |  |  |  |  |  |  |  |  |  |  |  |  |
| | 12. Ernesto I, duque de Sajonia-Coburgo y Gotha         |  |  |  |  |  |  |  |  |  |  |  |  |  |  |  |
| |                                                         |  |  |  |  |  |  |  |  |  |  |  |  |  |  |  |
| |                                                         |  |  |  |  |  |  |  |  |  |  |  |  |  |  |  |
| | 25. Condesa Augusta de Reuss-Ebersdorf                  |  |  |  |  |  |  |  |  |  |  |  |  |  |  |  |
| |                                                         |  |  |  |  |  |  |  |  |  |  |  |  |  |  |  |
| |                                                         |  |  |  |  |  |  |  |  |  |  |  |  |  |  |  |
| | 6. Príncipe Alberto de Sajonia-Coburgo y Gotha          |  |  |  |  |  |  |  |  |  |  |  |  |  |  |  |
| |                                                         |  |  |  |  |  |  |  |  |  |  |  |  |  |  |  |
| |                                                         |  |  |  |  |  |  |  |  |  |  |  |  |  |  |  |
| | 26. Augusto, duque de Sajonia-Gotha-Altemburgo          |  |  |  |  |  |  |  |  |  |  |  |  |  |  |  |
| |                                                         |  |  |  |  |  |  |  |  |  |  |  |  |  |  |  |
| |                                                         |  |  |  |  |  |  |  |  |  |  |  |  |  |  |  |
| | 13. Princesa Luisa de Sajonia-Gotha-Altemburgo          |  |  |  |  |  |  |  |  |  |  |  |  |  |  |  |
| |                                                         |  |  |  |  |  |  |  |  |  |  |  |  |  |  |  |
| |                                                         |  |  |  |  |  |  |  |  |  |  |  |  |  |  |  |
| | 27. Duquesa Luisa Carlota de Mecklemburgo-Schwerin      |  |  |  |  |  |  |  |  |  |  |  |  |  |  |  |
| |                                                         |  |  |  |  |  |  |  |  |  |  |  |  |  |  |  |
| |                                                         |  |  |  |  |  |  |  |  |  |  |  |  |  |  |  |
| | 3. Princesa Beatriz del Reino Unido                     |  |  |  |  |  |  |  |  |  |  |  |  |  |  |  |
| |                                                         |  |  |  |  |  |  |  |  |  |  |  |  |  |  |  |
| |                                                         |  |  |  |  |  |  |  |  |  |  |  |  |  |  |  |
| | 28. Jorge III del Reino Unido                           |  |  |  |  |  |  |  |  |  |  |  |  |  |  |  |
| |                                                         |  |  |  |  |  |  |  |  |  |  |  |  |  |  |  |
| |                                                         |  |  |  |  |  |  |  |  |  |  |  |  |  |  |  |
| | 14. Príncipe Eduardo, duque de Kent y Strathearn        |  |  |  |  |  |  |  |  |  |  |  |  |  |  |  |
| |                                                         |  |  |  |  |  |  |  |  |  |  |  |  |  |  |  |
| |                                                         |  |  |  |  |  |  |  |  |  |  |  |  |  |  |  |
| | 29. Duquesa Carlota de Mecklemburgo-Strelitz            |  |  |  |  |  |  |  |  |  |  |  |  |  |  |  |
| |                                                         |  |  |  |  |  |  |  |  |  |  |  |  |  |  |  |
| |                                                         |  |  |  |  |  |  |  |  |  |  |  |  |  |  |  |
| | 7. Victoria del Reino Unido                             |  |  |  |  |  |  |  |  |  |  |  |  |  |  |  |
| |                                                         |  |  |  |  |  |  |  |  |  |  |  |  |  |  |  |
| |                                                         |  |  |  |  |  |  |  |  |  |  |  |  |  |  |  |
| | 30. Francisco, duque de Sajonia-Coburgo-Saalfeld (= 24) |  |  |  |  |  |  |  |  |  |  |  |  |  |  |  |
| |                                                         |  |  |  |  |  |  |  |  |  |  |  |  |  |  |  |
| |                                                         |  |  |  |  |  |  |  |  |  |  |  |  |  |  |  |
| | 15. Princesa Victoria de Sajonia-Coburgo-Saalfeld       |  |  |  |  |  |  |  |  |  |  |  |  |  |  |  |
| |                                                         |  |  |  |  |  |  |  |  |  |  |  |  |  |  |  |
| |                                                         |  |  |  |  |  |  |  |  |  |  |  |  |  |  |  |
| | 31. Condesa Augusta de Reuss-Ebersdorf (= 25)           |  |  |  |  |  |  |  |  |  |  |  |  |  |  |  |
| |                                                         |  |  |  |  |  |  |  |  |  |  |  |  |  |  |  |
| |                                                         |  |  |  |  |  |  |  |  |  |  |  |  |  |  |  |

| Predecesora: María Cristina de Austria | Reina consorte de España 31 de mayo de 1906-14 de abril de 1931 | Sucesora: Sofía de Grecia |